# La Cabanasse
La Cabanasse – miejscowość i gmina we Francji, w regionie Oksytania, w departamencie Pireneje Wschodnie.
Według danych na rok 1990 gminę zamieszkiwało 577 osób, a gęstość zaludnienia wynosiła 177 osób/km² (wśród 1545 gmin Langwedocji-Roussillon La Cabanasse plasuje się na 483. miejscu pod względem liczby ludności, natomiast pod względem powierzchni na miejscu 1080.).

## Populacja

Populacja La Cabanasse w latach 1962–2008